# كيفن هنري
كيفن هنري (بالإنجليزية: Kevin Henry)‏ هو لاعب كرة قدم أمريكية أمريكي، ولد في 23 أكتوبر 1968 في موند بايو في الولايات المتحدة.

## وصلات خارجية
- كيفن هنري على موقع مرجع كرة القدم المحترفة.كوم (الإنجليزية)